# Au service secret de Sa Majesté (film)
Pour les articles homonymes, voir Au service secret de Sa Majesté.
 (décembre 2023).
Si vous disposez d'ouvrages ou d'articles de référence ou si vous connaissez des sites web de qualité traitant du thème abordé ici, merci de compléter l'article en donnant les références utiles à sa vérifiabilité et en les liant à la section « Notes et références ».
Série
On ne vit que deux fois
(1967) Les diamants sont éternels
(1971)
Pour plus de détails, voir Fiche technique et Distribution.
Au service secret de Sa Majesté (On Her Majesty's Secret Service) est un film d'espionnage britannique réalisé par Peter Hunt et sorti en 1969. C'est le sixième opus de la série des films de James Bond, dont le scénario est directement inspiré du roman de même nom, publié par Ian Fleming en 1963. À la suite de la décision de Sean Connery d'abandonner le rôle de 007 après On ne vit que deux fois, EON Productions a sélectionné un acteur et mannequin inconnu jusqu'alors, George Lazenby, pour le remplacer. Néanmoins, durant le tournage du film, George Lazenby décide que sa prestation dans ce rôle serait la seule.
C'est le seul film de James Bond qui a été réalisé par Peter Hunt, précédemment second réalisateur et monteur sur les films de la saga. Celui-ci a décidé, avec l'accord des producteurs Harry Saltzman et Albert R. Broccoli, de produire un film plus réaliste qui suivrait de près le roman de Fleming. Le film a été tourné en Suisse, en Angleterre et au Portugal d'octobre 1968 à juin 1969. Bien que son exploitation en salles n'ait pas été aussi lucrative que celle de son prédécesseur, Au service secret de Sa Majesté est resté néanmoins un des films les plus rentables de l'année 1970. Les critiques à sa sortie étaient assez inégales, car les avis portant sur la prestation de George Lazenby étaient partagés. La réputation du film s'est nettement améliorée au fil des années : il est même considéré par certains comme l'un des meilleurs films de la saga. En 2021, certains éléments du films (musiques et scènes romantiques avec la réplique finale « Nous avons toute la vie devant nous ») sont réutilisés dans  Mourir peut attendre, le film de la série James Bond sorti cette année-là.
James Bond fait face à Ernst Stavro Blofeld (Telly Savalas) qui prévoit, grâce à un agent bactériologique (virus Omega), de stériliser l'approvisionnement alimentaire du monde : pour arriver à ses fins, il compte utiliser un groupe de jeunes femmes qu'il appelle les « Anges de la Mort » et à qui il a fait subir un lavage de cerveau dans le but de répandre le virus sur toute la planète. Au cours de sa mission, Bond rencontre Teresa di Vicenzo (Diana Rigg), dont il tombe amoureux, et qu'il épouse finalement.

## Synopsis

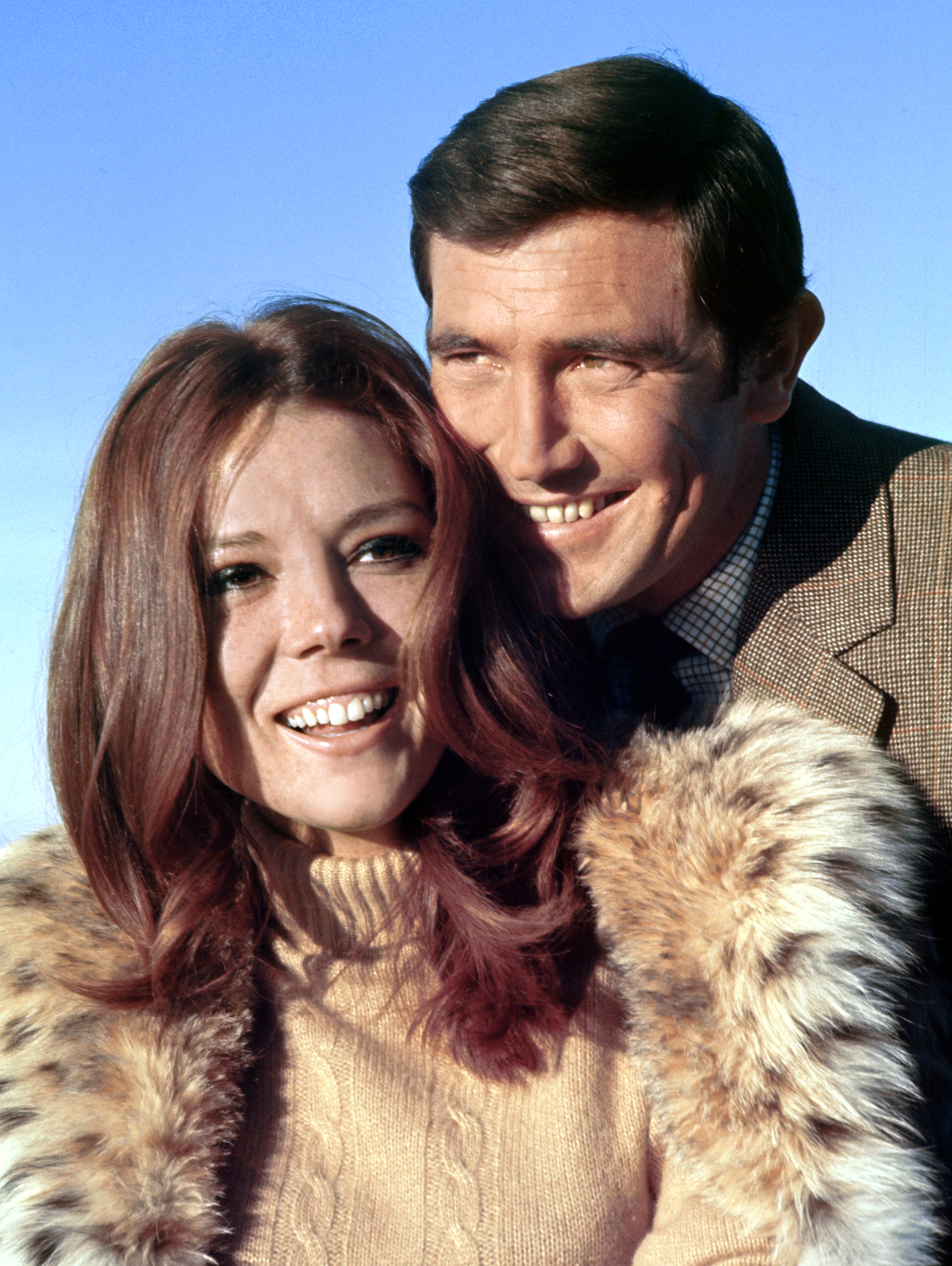
Diana Rigg et George Lazenby au cours d’un moment de détente au Piz Gloria, en marge du tournage du film.

Alors qu'il est introuvable aux yeux du MI6, James Bond sauve la belle comtesse Tracy Di Vicenzo du suicide sur une plage du Portugal, mais est attaqué par des hommes de main. Il échappe de justesse à l’exécution.
Bond s’intéresse de nouveau à Tracy au casino, alors qu'elle perd une somme importante qu’elle ne peut payer et qu'il règle. Pour remercier Bond de l'avoir dépannée, elle l'invite dans sa chambre, où quelqu'un l'attaque à nouveau. Après avoir éliminé l'intrus, Bond cherche Tracy et la trouve dans sa chambre, tenant un pistolet. Il la désarme et lui demande qui était l'homme qui s'était introduit dans sa chambre. Mais elle ne parvient pas à l'expliquer.
Le lendemain matin, au réveil, Tracy est partie, laissant l’équivalent de sa dette, mais avec le pistolet. En quittant l'hôtel, Bond est enlevé par les hommes d'un certain Marc-Ange Draco, chef de l'Union corse et père de Tracy, et amené jusqu’à lui. Le patron de l'Union corse lui propose un marché : un million de livres sterling en or, si Bond épouse sa fille. Bond refuse, mais finit par accepter si Draco en retour l'aide à traquer Ernst Stavro Blofeld, le chef du SPECTRE, dont on n’a trace depuis quelque temps. 
Bond est de retour à Londres dans les bureaux du MI6 où il apprend que l'affaire "Bedlam" concernant Blofeld lui a été retirée. Il demande alors à Miss Moneypenny d’envoyer une lettre de démission à « M », mais la secrétaire suggère habilement à « M » de lui accorder une période de deux semaines de vacances.
Bond retourne au Portugal pour voir un concours de Tauromachie durant la fête d'anniversaire de Draco, où il a l'intention de retrouver Tracy. Lors de la fête, la jeune femme devine qu'un accord a été conclu entre lui et son père et elle oblige ce dernier à lui révéler ce qu’il sait sans condition. Draco avoue à Bond que Blofeld se trouve quelque part en Suisse. Entre Bond et Tracy commence alors une relation amoureuse. Plus tard, les deux amants, accompagnés du père de la jeune femme, vont à Berne où Bond enquête sur les liens entre Blofeld et un avocat local. Forçant un coffre-fort à l'aide d'une machine livrée par un agent du MI6, il ne tarde pas à découvrir que Blofeld convoite, conformément à une demande faite à l'Institut des armes de Londres, le titre de « comte de Bleuchamp ». Faisant son rapport à M, Bond désire prendre la place du correspondant de l'Institut, le généalogiste Sir Hilary Bray, pour infiltrer la base ennemie, baptisée Piz Gloria et située dans les Alpes suisses. Bond y est conduit par Irma Bunt à partir de la gare en hélicoptère.

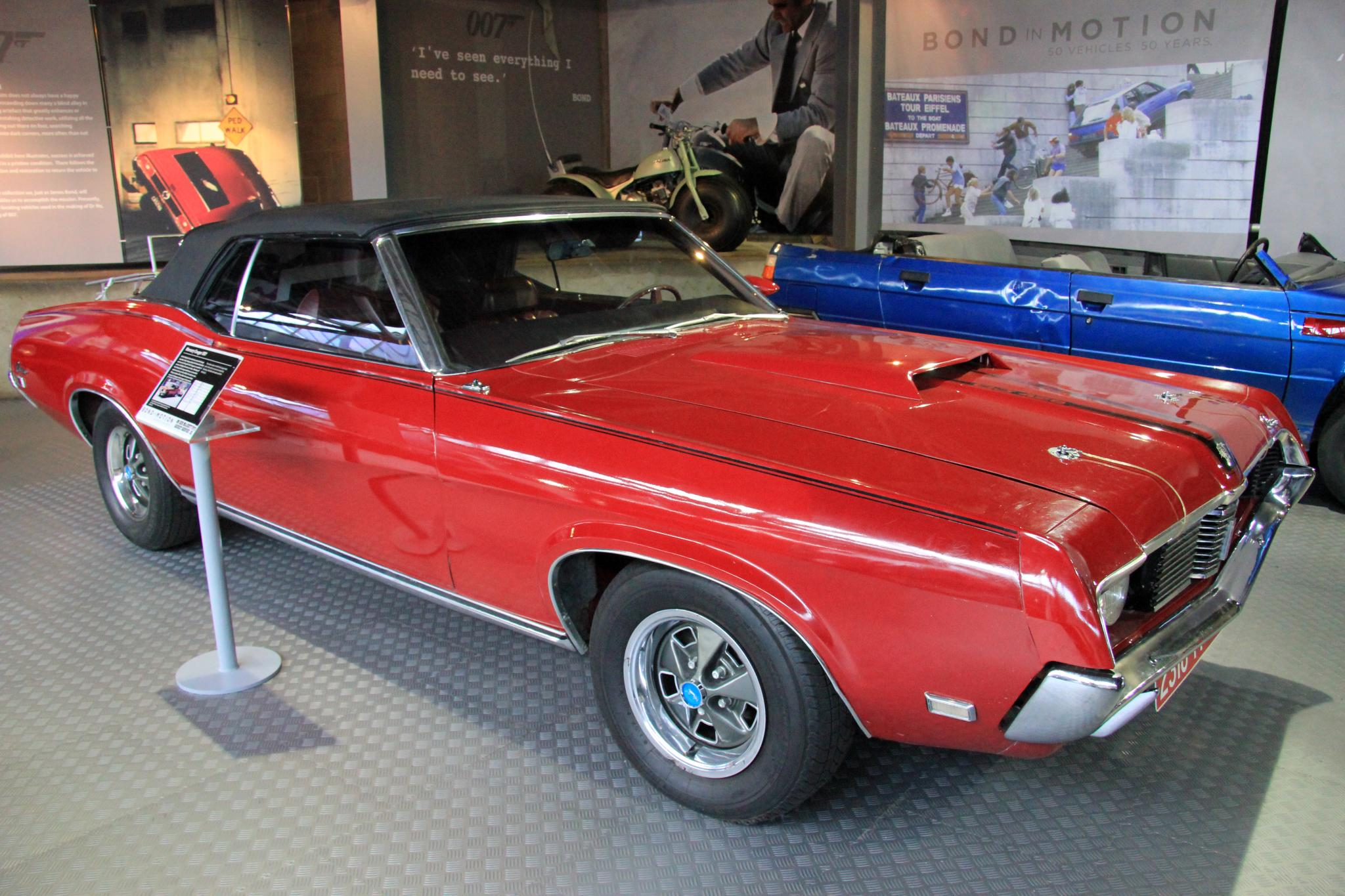
Au musée automobile de Beaulieu, l'une des trois Mercury Cougar XR-7 1969 — la voiture de Tracy — ayant participé au tournage.

Le Piz Gloria apparaît extérieurement comme une clinique dont Blofeld est le directeur et où il se fait passer pour un médecin : la « clinique » fermement gardée est située au sommet d'une montagne uniquement accessible par téléphérique, dont le dernier tronçon est interdit au public ; ceux qui tentent de s'approcher du lieu en escaladant sont violemment éconduits voire tués. Les patientes sont douze, de belles jeunes femmes issues de tous les continents, chacune venue soigner une allergie spécifique. 
Bond, alias Sir Hilary Bray, arrive à la clinique. Après avoir diné avec les patientes et Irma, Blofeld sous le pseudonyme de Balthazar Comte de Bleuchamp lui donne rendez-vous dans les sous-sols comportant les laboratoires. Blofeld lui confie les preuves de son titre de Comte pour que Bond puisse les authentifier. Bond rentre dans sa chambre puis en ressort pour passer la nuit dans celle de Ruby, la patiente anglaise allergique aux poulets. Durant la nuit, Bond s’aperçoit que les patientes sont soumises à une hypnose de la part de Blofeld. Bond retourne dans sa chambre ou une autre patiente l'attend. Le lendemain, un agent du MI6 tente de prendre contact avec Bond mais il est éconduit par Blofeld. Le nuit venue Bond retourne dans la chambre de Ruby, mais Irma Bunt, l'assistante de Blofeld, lui a tendu un piège avec un homme de main et l’assomme.
Sa conduite avec les patientes et un détail erroné donné par Bond sur les origines de Blofeld avertit celui-ci que son visiteur n'est pas Sir Bray, le spécialiste de généalogie censé travailler sur son cas, et il découvre bientôt que le généalogiste n'est autre que James Bond.  Blofeld le confond et lui dévoile que L'objectif du SPECTRE est d'utiliser les patientes pour propager une maladie mortelle sur l'ensemble de la planète. Il montre également la dépouille de l'agent du MI6 avant d'enfermer Bond dans le mécanisme du téléphérique de la station. 
La nuit, alors que les "anges" de Blofeld sont sur le départ, Bond parvient à s'enfuir de la base à l'aide du câble du téléphérique, puis dans une longue descente à ski, bientôt poursuivi par les hommes du SPECTRE. L’agent secret rejoint néanmoins le village alpin situé plus bas et, au milieu d’une fête hivernale dans laquelle il cherche à se dissimuler, retrouve par hasard Tracy qui a obtenu des informations de son père pour pouvoir le rejoindre : celle-ci, au volant de sa Mercury Cougar XR-7, aide Bond à échapper à ses poursuivants en s'immisçant dans une course de voitures sur glace (qu'elle remporte), mais ils se retrouvent pris dans une tempête de neige. Sans possibilité de continuer, ils cachent leur voiture dans une grange dans laquelle ils s'installent également pour la nuit : Bond utilise l'occasion pour faire sa demande en mariage à la comtesse, qui accepte. Le lendemain matin, ils sont à nouveau rejoints et la poursuite reprend, à ski ; Blofeld déclenche une avalanche qui parvient à ensevelir Bond et Tracy : il s'empare du corps de Tracy et pense avoir tué Bond, lequel émerge peu après de la couche de neige.

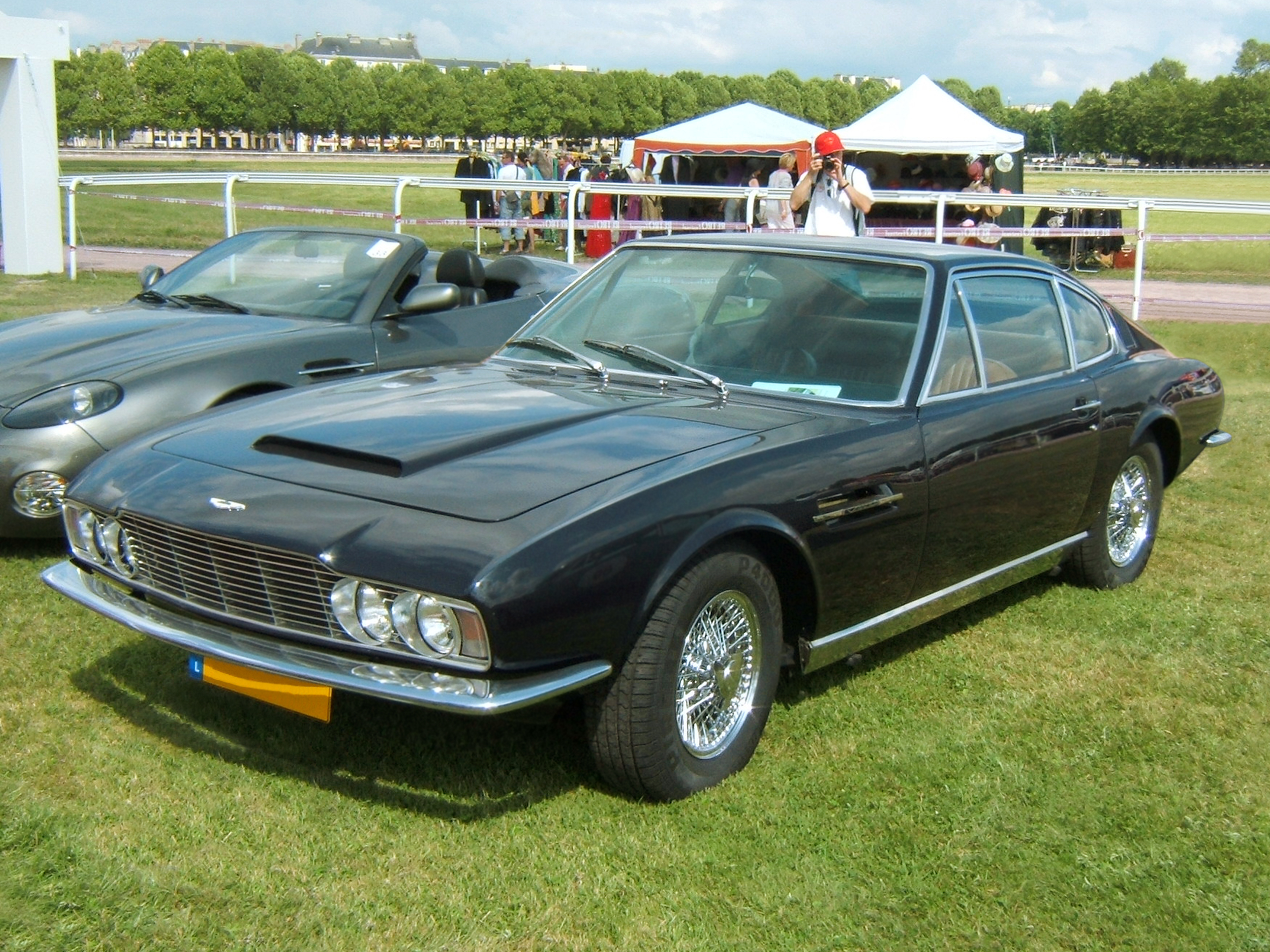
Aston Martin DBS de 1969.

Après être revenu à Londres, Bond décide d’utiliser les services de Draco et de ses hommes pour prendre d’assaut la base Piz Gloria, la détruire et simultanément récupérer la fille de Draco, désormais retenue par Blofeld : les assaillants utilisent des hélicoptères qui peuvent s'approcher de la base en n'éveillant pas la méfiance car ils se présentent comme étant de la Croix-Rouge. À la suite d'une confrontation, le chef du SPECTRE s'enfuit, poursuivi par Bond sur une piste de bobsleigh. Finalement au cours d’une lutte, Blofeld se prend la gorge dans une fourche d'arbre tombée en travers et y reste accroché, tandis que l'agent de Sa Majesté continue sa descente.
Le mariage de Bond et Tracy se tient dans un village du Portugal. Alors qu'ils partent pour leur lune de miel à bord de l'Aston Martin DBS de Bond, il s’arrête sur le bord de la route pour enlever les guirlandes de fleurs dont est encore couverte la voiture. Une Mercedes-Benz 600 les rejoint et ralentit en approchant : à bord, Blofeld est au volant, toujours vivant mais le cou dans une minerve, et Irma Bunt tire une rafale d’arme automatique sur la voiture de Bond. Bond s'apprête à repartir mais constate que sa bien-aimée ne répond plus à ses paroles : un motard de la police arrive à hauteur de la voiture pour s'assurer que tout va bien et Bond tente de dissimuler la mort de son épouse en embrassant son cadavre et en disant : « Nous avons toute la vie devant nous. »

## Fiche technique
- Titre français : Au service secret de Sa Majesté
- Titre original : On Her Majesty's Secret Service
- Réalisation : Peter Hunt, assisté de John Glen
- Scénario : Richard Maibaum, d'après le roman Au service secret de Sa Majesté de Ian Fleming
- Musique : John Barry ; chanson du générique We Have All the Time in the World chantée par Louis Armstrong
- Décors : Syd Cain
- Costumes : Marjory Cornelius
- Photographie : Michael Reed
- Montage : John Glen
- Production : Harry Saltzman et Albert R. Broccoli
- Sociétés de production : EON Productions, avec la participation de Danjaq
- Société de distribution : United Artists
- Pays de production :  Royaume-Uni
- Langues originales : anglais, allemand et français
- Format : couleur - 2,35:1
- Genre : espionnage, action
- Durée : 142 minutes[b]
- Affiches : Yves Thos, Frank McCarthy, Robert Mcginnis[5]
- Dates de sortie[6] :
  - Royaume-Uni : 18 décembre 1969 (première mondiale à Londres)
  - États-Unis : 18 décembre 1969
  - France : 19 décembre 1969
- Classification[7] :
  - États-Unis : M puis PG
  - France : tous publics

## Distribution
Légende : entre parenthèses, doublage cinéma (1969) / doublage des scènes supplémentaires du Blu-Ray
- George Lazenby (VF : Jean-Claude Michel / Thibault de Montalembert) : James Bond
- Diana Rigg (VF : Régine Blaess / Jeanne Savary) : Comtesse Teresa « Tracy » di Vicenzo
- Telly Savalas (VF : Jean Michaud / Bernard Métraux) : Ernst Stavro Blofeld (no 1 et leader du SPECTRE)
- Gabriele Ferzetti (VO : David de Keyser (en) / VF : William Sabatier / Georges Claisse) : Marc-Ange Draco
- Ilse Steppat (VF : Jacqueline Morane / Yvette Petit) : Irma Bunt
- Angela Scoular (VF : Francine Lainé) : Ruby Bartlett, l'ange anglais
- Lois Maxwell (VF : Paule Emanuele) : Miss Moneypenny
- Catherina von Schell : Nancy, l'ange hongrois
- George Baker (VF : René Bériard) : Sir Hilary Bray
- Bernard Lee (VF : Fernand Fabre[c]) : « M »
- Bernard Horsfall (VF : Dimitri Rataud) : Shaun Campbell, agent du MI6
- Desmond Llewelyn (VF : Georges Hubert) : « Q »
- Yuri Borienko (en) (VF : Hans Verner) : Grunther
- Virginia North (en) : Olympe
- Julie Ege : Helen, l'ange scandinave
- Joanna Lumley : le second ange anglais
- Zara : l'ange indien
- Anouska Hempel : l'ange australien
- Helena Ronee : l'ange israélien
- Brian Grellis : Phidian, l'adjoint de Sir Hilary Bray (non crédité)
- Peter R. Hunt : l'homme se reflétant sur la plaque « Universal Export » (pré-générique) (caméo) (non crédité)[8]

Sources : Version française (VF) sur AlloDoublage,

## Lieux de l'action
- Angleterre, Londres
- Portugal
  - Estoril
  - Port de Lisbonne (bureau de Draco)
  - Environs de Lisbonne (maison de Draco)
- Suisse
  - Berne (bureau de l'avocat de Blofeld)
  - Lauterbrunnen
  - Alpes suisses (Piz Gloria) (clinique de Blofeld)
  - Mürren
  - Grindelwald

## Production

### Genèse du projet et écriture
Après le film Goldfinger, c'est à l'origine le roman Au service secret de Sa Majesté qui devait être le prochain film de la saga. Le scénariste Richard Maibaum avait alors livré un script pour le film en 1964, fidèle à l'oeuvre de Ian Fleming, Maibaum considérant Au service secret de Sa Majesté comme le meilleur roman de l'auteur. Parmi les altérations opérées par Maibaum nous pouvons noter l’ajout d'une course-poursuite dans le réseau ferroviaire postal sous-terrain de Londres contre Phidian, un membre du Collège Héraldique qui s'avérait être un espion à la solde de Blofeld,. Cette scène est restée partie intégrante de tous les scripts du film et fut même partiellement filmée avant d'être abandonnée en cours de tournage. Maibaum essayera de recaser une scène d'action similaire dans les scripts de plusieurs films subséquents de Bond, sans plus de succès.
L'idée de faire Au service secret de Sa Majesté fut toutefois abandonnée lorsque l'opportunité de produire Opération Tonnerre conjointement avec Kevin McClory se présenta en 1964, ; Opération Tonnerre fut alors le film qui suivit Goldfinger en 1965.
Au service secret de Sa Majesté est alors à nouveau considéré par les cinéastes comme le prochain film, avant qu'il ne soit finalement décidé de faire On ne vit que deux fois à la place.
Durant le développement de On ne vit que deux fois, Maibaum travaille sur l'écriture de Au service secret de Sa Majesté, prévu comme le film d'après. En 1966 il écrit notamment des versions dans lesquels Blofeld s’avère être le frère jumeau d'Auric Goldfinger,. 
En 1967, Maibaum a abandonné l'idée et a notamment ajouté des scènes avec Bond au volant d'une Ford GT40 Mk III gadgétisée par Q et a placé le QG de Marc-Ange Draco dans une section de la Ligne Maginot. Plusieurs moyens d’assaut sur le Piz Gloria furent imaginés durant le développement du film incluant des hélicoptères, des planeurs, des motoneiges ou encore de l’escalade. Le climax de l’assaut consistait en un combat dans un téléphérique entre Bond et l'homme de main Grunther.
Vu que Sean Connery avait annoncé son intention de quitter le rôle, pour le pré-générique Maibaum avait imaginé une scène dans laquelle James Bond était gravement blessé et recevait de la chirurgie ; cela pour justifier scénaristiquement auprès du public le changement d'acteur,.
Peter Hunt, qui avait travaillé à divers postes sur James Bond 007 contre Dr No et Bons baisers de Russie et On ne vit que deux fois, est cette fois engagé comme réalisateur, bien qu'il n'ait réalisé aucun film.
Les producteurs veulent revenir à la base de la saga, en délaissant tous les gadgets parfois trop science-fiction présents dans les précédents films. Ils voulaient faire une adaptation la plus proche possible du roman original. Peter Hunt déclara même qu'il entrait rarement sur le plateau sans une version du roman avec plein d'annotations. 
La Ford gadgétisée finit par disparaitre des scripts, une scène où Bond était enfermé dans la cage d'un chimpanzé devient celle où il est enfermé dans la machinerie du téléphérique, et le combat dans le téléphérique devient une course-poursuite en bobsleighs contre Blofeld (comme dans le roman). L'idée de la chirurgie pour expliquer le changement d'acteur est également abandonnée, ce qui entraîne une erreur dans la continuité des précédents films, quand Blofeld ne reconnaît pas Bond, alors qu'ils se sont croisés dans On ne vit que deux fois. Cependant, les producteurs avaient la volonté de faire le lien avec ces films, malgré le changement d'acteur principal. De nombreuses allusions ont été alors insérées, ainsi que certains objets présents dans le bureau de Bond et issus des films James Bond 007 contre Dr No (1962), Bons baisers de Russie (1963) et Opération Tonnerre (1965).
Peter Hunt demande aussi à Simon Raven de réécrire certaines portions du script, l'un des ajouts pouvant lui être crédité étant Tracy citant James Elroy Flecker au Piz Gloria.

### Attribution des rôles
Durant le tournage de On ne vit que deux fois, Sean Connery avait fait part de son départ de la saga.
Avant d'avoir été choisi, George Lazenby s'était fait couper les cheveux dans le style de Sean Connery. Assis derrière lui chez le coiffeur, le producteur Albert R. Broccoli déclara : « Ce type ferait un bon James Bond, mais il ressemble à un homme d'affaires. » Pour compenser le déficit de notoriété de George Lazenby, les producteurs avaient décidé d'engager une James Bond Girl déjà célèbre. Après avoir approché Brigitte Bardot (indisponible) puis Catherine Deneuve (dont l'agent demanda un cachet trop élevé), ils se sont finalement tournés vers Diana Rigg, rendue célèbre pour son interprétation d'Emma Peel dans la série Chapeau melon et bottes de cuir. Avant le tournage, Lazenby se soumit à un intense coaching afin de perdre son fort accent australien. Il se souvient que Harry Saltzman se plaignait : « Bon sang, personne ne va le comprendre ! Moi, en tout cas, je n'y arrive pas ! »
Outre Diana Rigg, une autre partenaire principale de John Steed, de la série Chapeau melon et bottes de cuir (Joanna Lumley), est créditée au générique, bien que son rôle soit essentiellement de la figuration.
Ilse Steppat (la tueuse du SPECTRE Irma Bunt) était une célèbre actrice allemande. Ce fut son unique film en langue anglaise, malheureusement, elle ne put en savourer le succès : elle mourut moins d'une semaine après la première, le 21 décembre 1969.
Telly Savalas, qui interprète Blofeld, eut une liaison avec l'un des « anges » de Piz Gloria, l'actrice Sally Sheridan (créditée sous le nom de « Dani Sheridan ») ; de cette relation naquit un fils, Nick Savalas, acteur lui aussi. Sally Sheridan est également la mère de Nicollette Sheridan, vedette de la série Desperate Housewives.

### Tournage

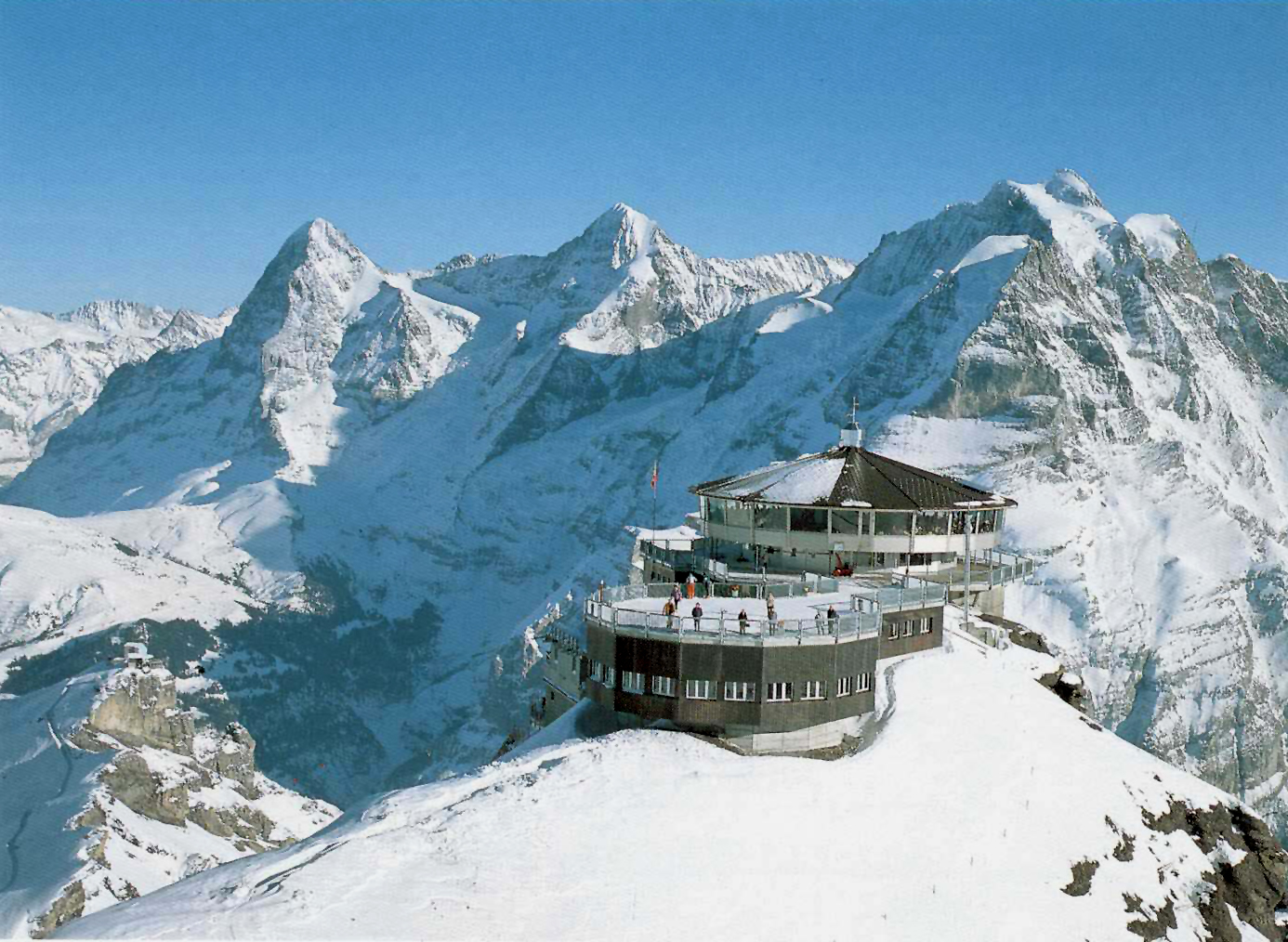
Le Piz Gloria au sommet du Schilthorn, principal lieu de tournage en Suisse.

Le tournage s'est déroulé du 21 octobre 1968 au 23 juin 1969. C'est le seul film de la saga entièrement tourné en Europe.
- Le tournage du film fut difficile, les relations entre la vedette féminine Diana Rigg et Albert R. Broccoli devenant très orageuses.
- Le repaire d'altitude de Blofeld a été filmé dans un restaurant en construction au Schilthorn dans les Alpes bernoises en Suisse. En échange de l'autorisation leur permettant de tourner sur le site, les producteurs ont accepté de construire une piste d'atterrissage pour hélicoptère, d'aménager l'intérieur du restaurant et de financer le coût de l'installation du mécanisme permettant à la structure de tourner sur elle-même[réf. souhaitée] (le coût final s'élevant à 125 000 $). L'équipe de tournage a même pu utiliser le site pour la grande attaque avec les hélicoptères et les scènes de bataille, ajoutant ainsi une pointe de réalisme à un scénario plutôt fantastique. À l'issue du tournage, le complexe comportant le restaurant panoramique a été rebaptisé Piz Gloria par les propriétaires du site, choisissant ainsi de conserver le nom issu du roman de Ian Fleming, repris dans le film.

Clichés pris pendant le tournage sur l'emprise du Piz Gloria
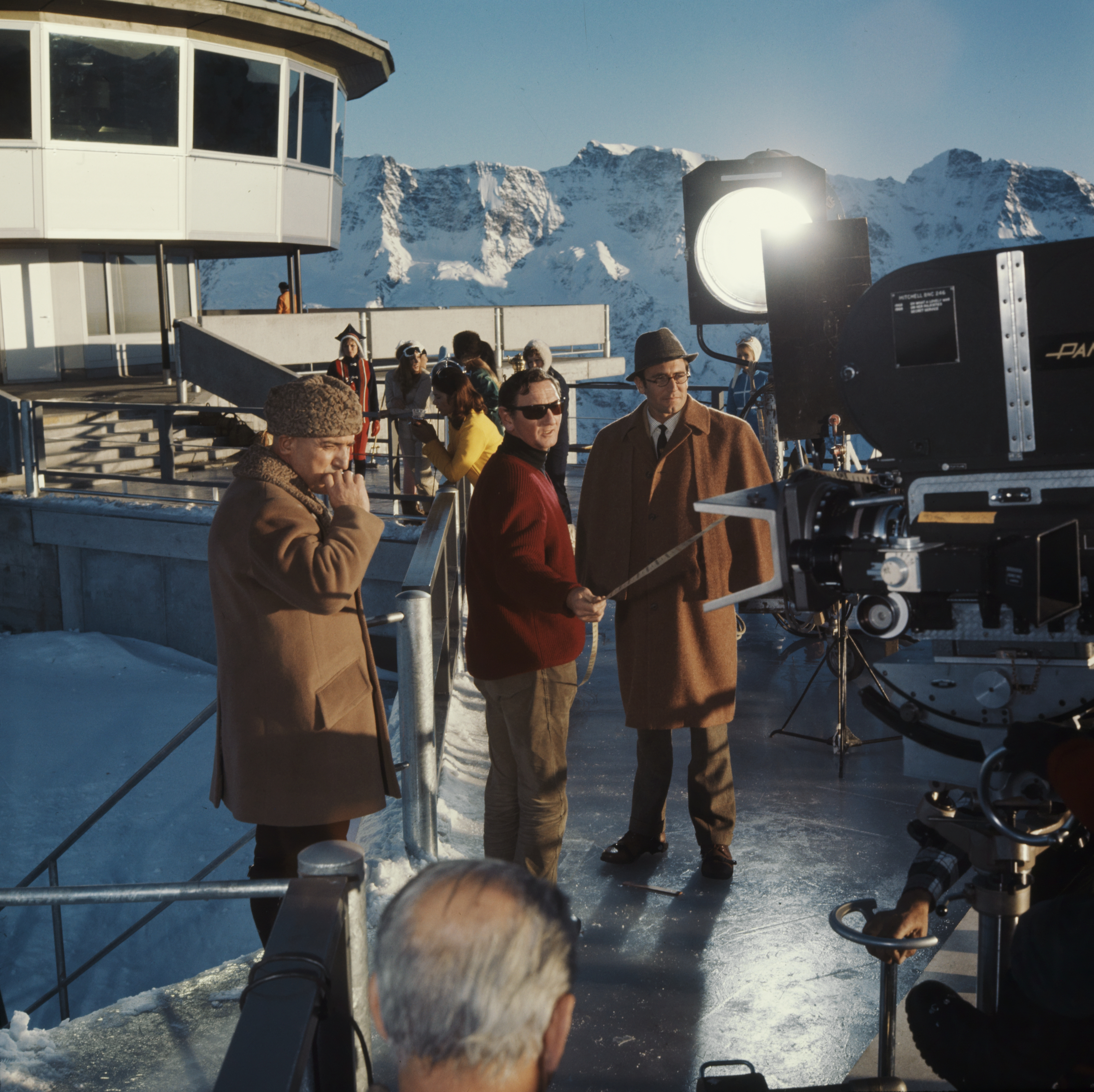
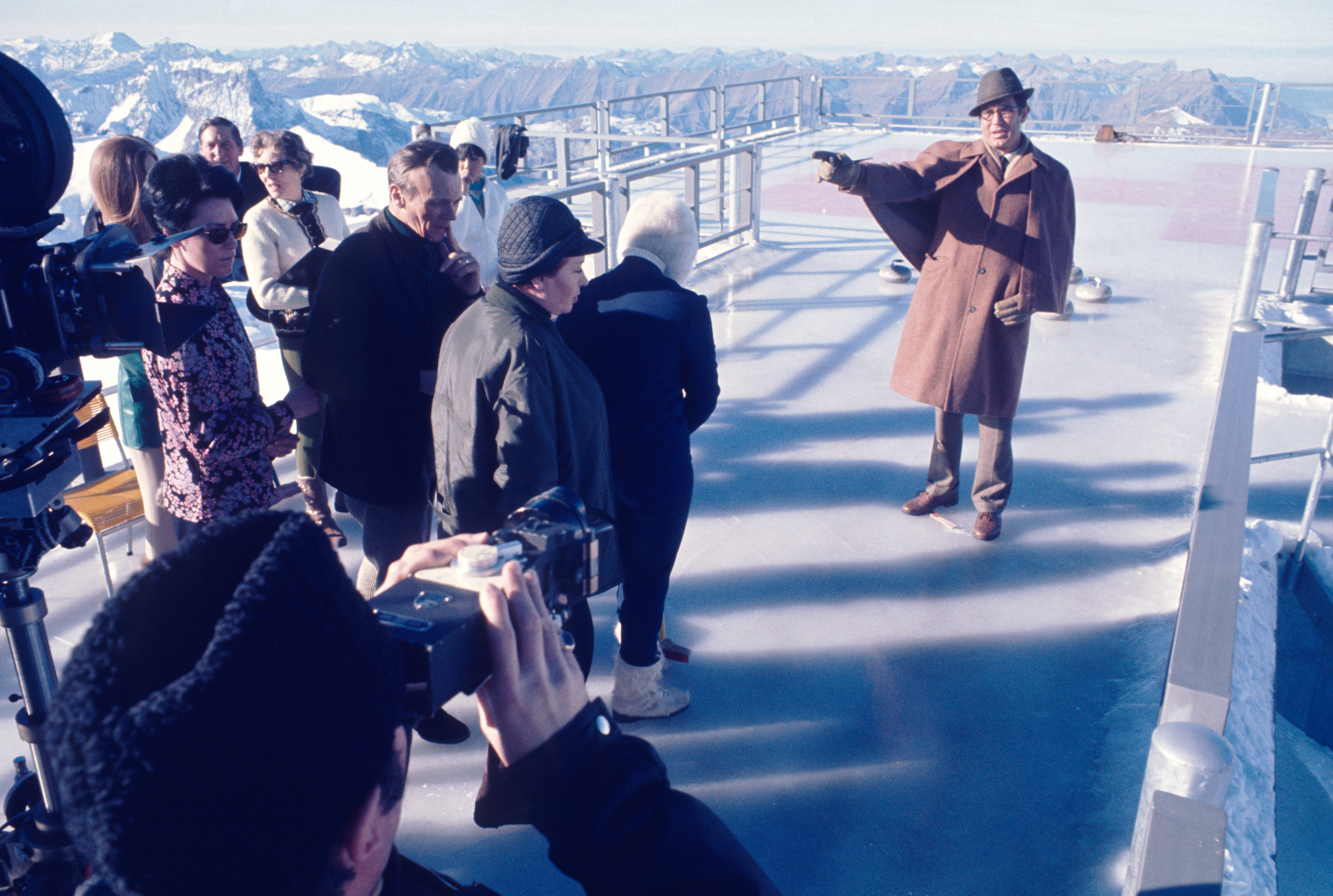
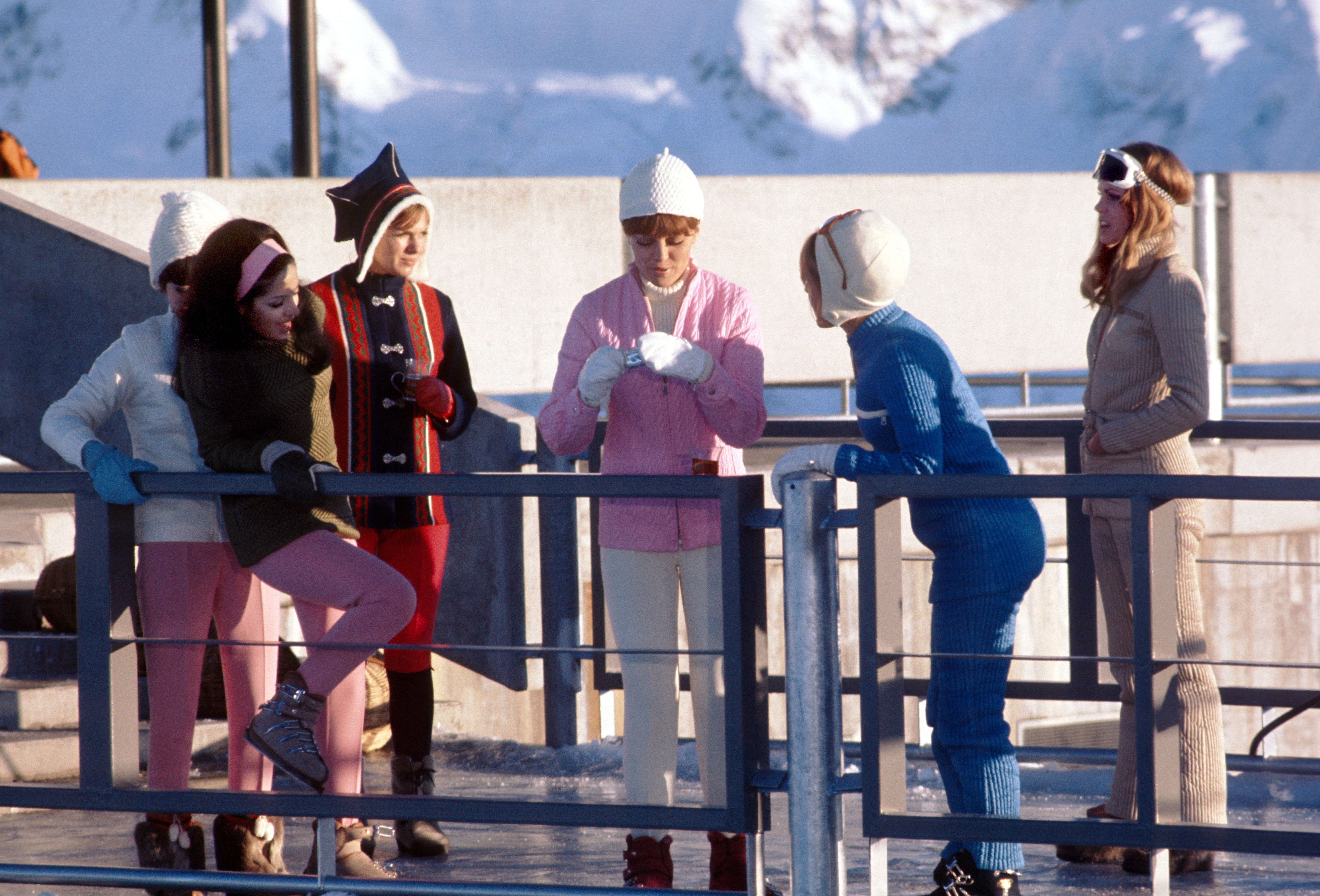
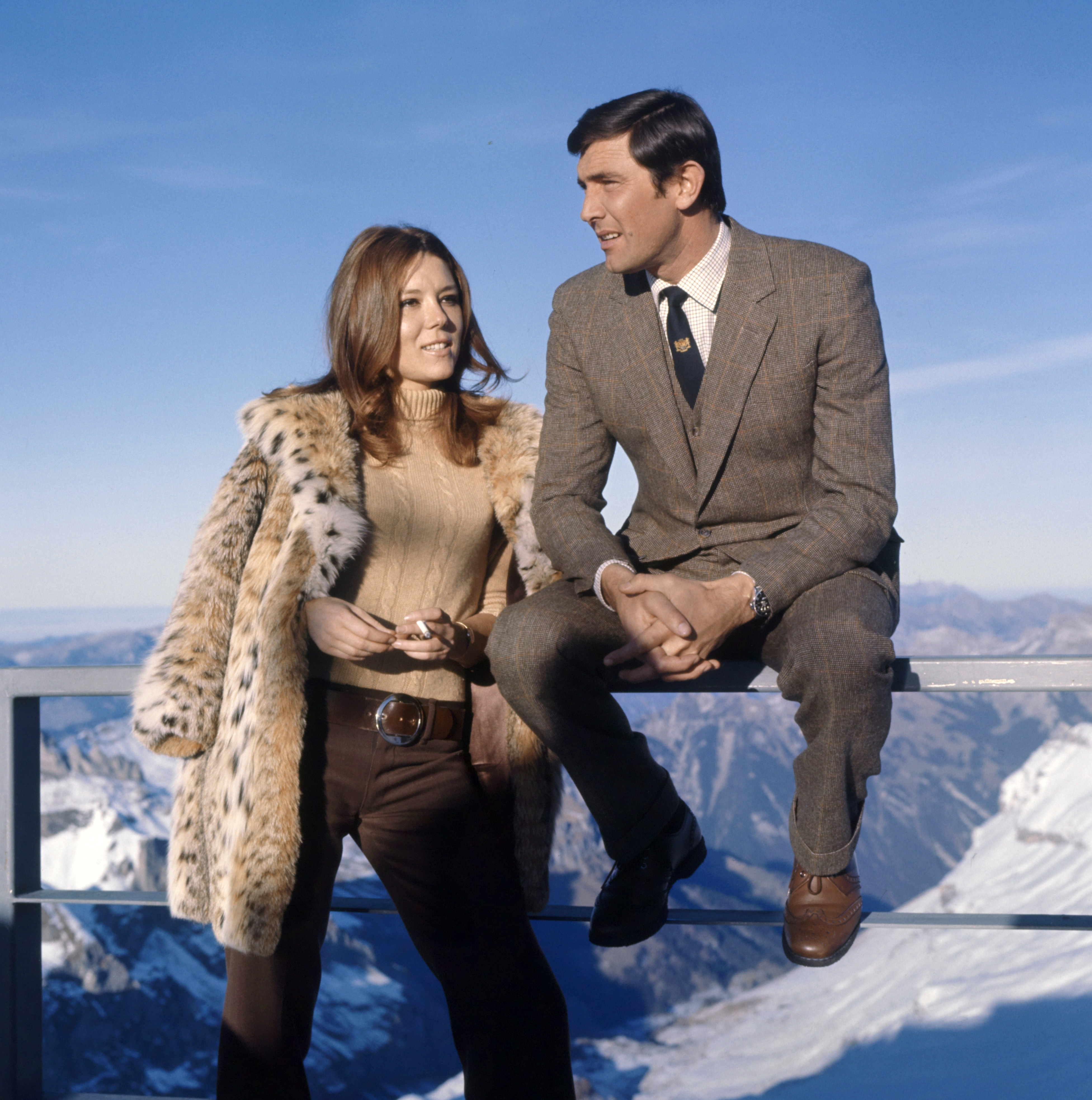
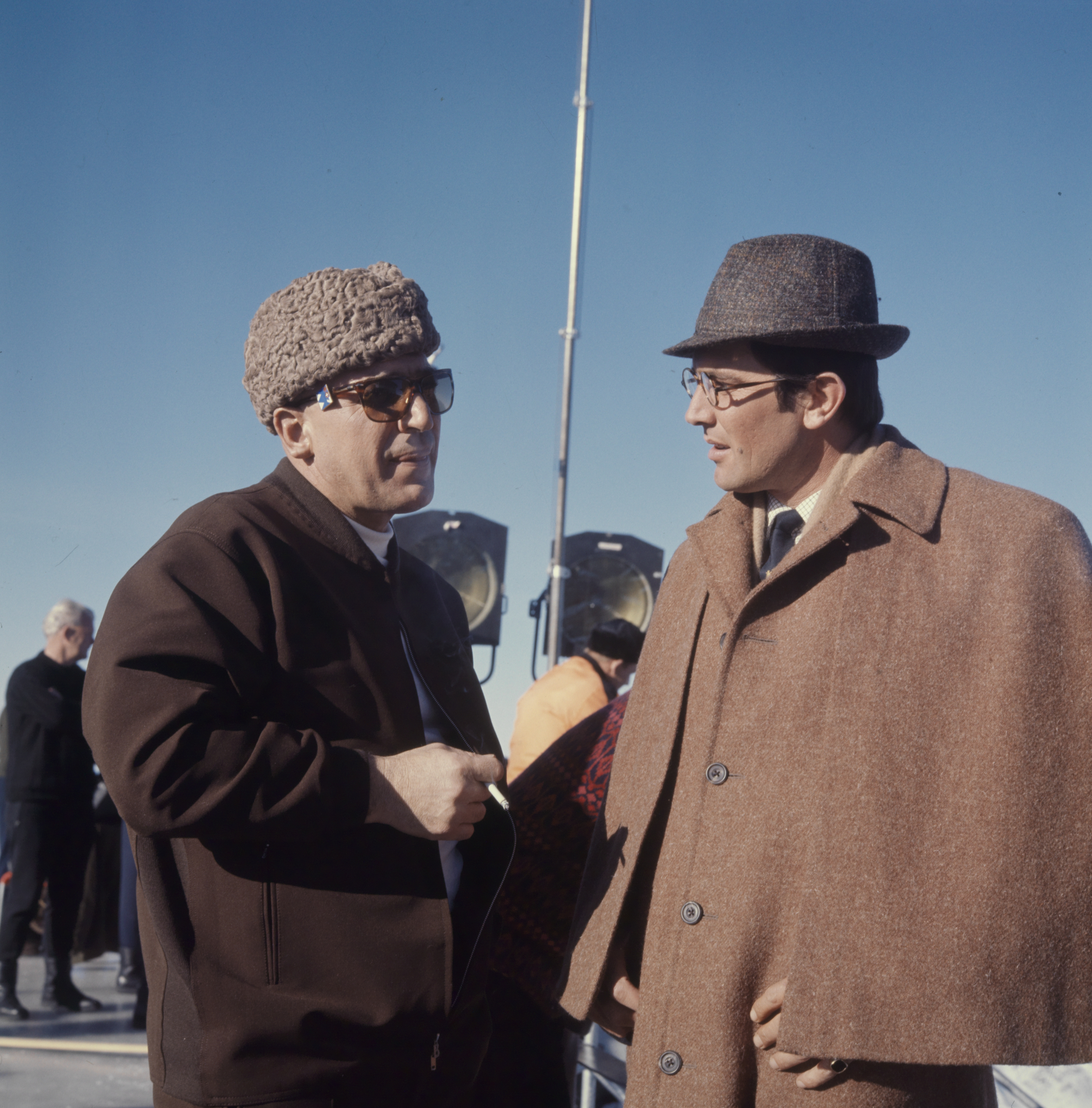

- Lors de l'évasion nocturne de James Bond de la base de Blofeld a lieu une poursuite à ski. Deux techniques de vues sont en particulier utilisées : la nuit américaine et l’incrustation. Cependant la première technique (nuit américaine) a un rendu médiocre sur les paysages enneigés, et l'on s'aperçoit rapidement que la séquence a été tournée de jour (notamment quand par erreur un plan montre le soleil à travers le filtre de la caméra, ou du fait que les personnages portent tous des lunettes de ski). La séquence, assez longue, et par ce mauvais rendu de la nuit américaine, peut donner l'impression que l'histoire se déroule à l'aube ; cependant la suite de l'histoire a bien lieu en pleine nuit. De même, on peut noter de nombreuses incohérences avec l'incrustation (James Bond en position de « schuss » ou de quelque chose d'approchant, en parfait équilibre sur ses deux jambes, alors qu'il est censé n'avoir plus qu'un seul ski, le gauche).
- Pour filmer la séquence dans laquelle Bond, au volant de l'Aston Martin DBS, se porte au secours de Tracy sur la plage (dans le pré-générique), le décorateur Syd Cain (en) installa des traverses de chemin de fer sous le sable.
- La Suisse connut son hiver le plus doux en quarante ans lors du tournage. Pour les scènes filmées dans les villages de Mürren et Lauterbrunnen, il fallut acheminer des camions entiers de neige.

Tournage à Grindelwald des scènes du marché de Noël
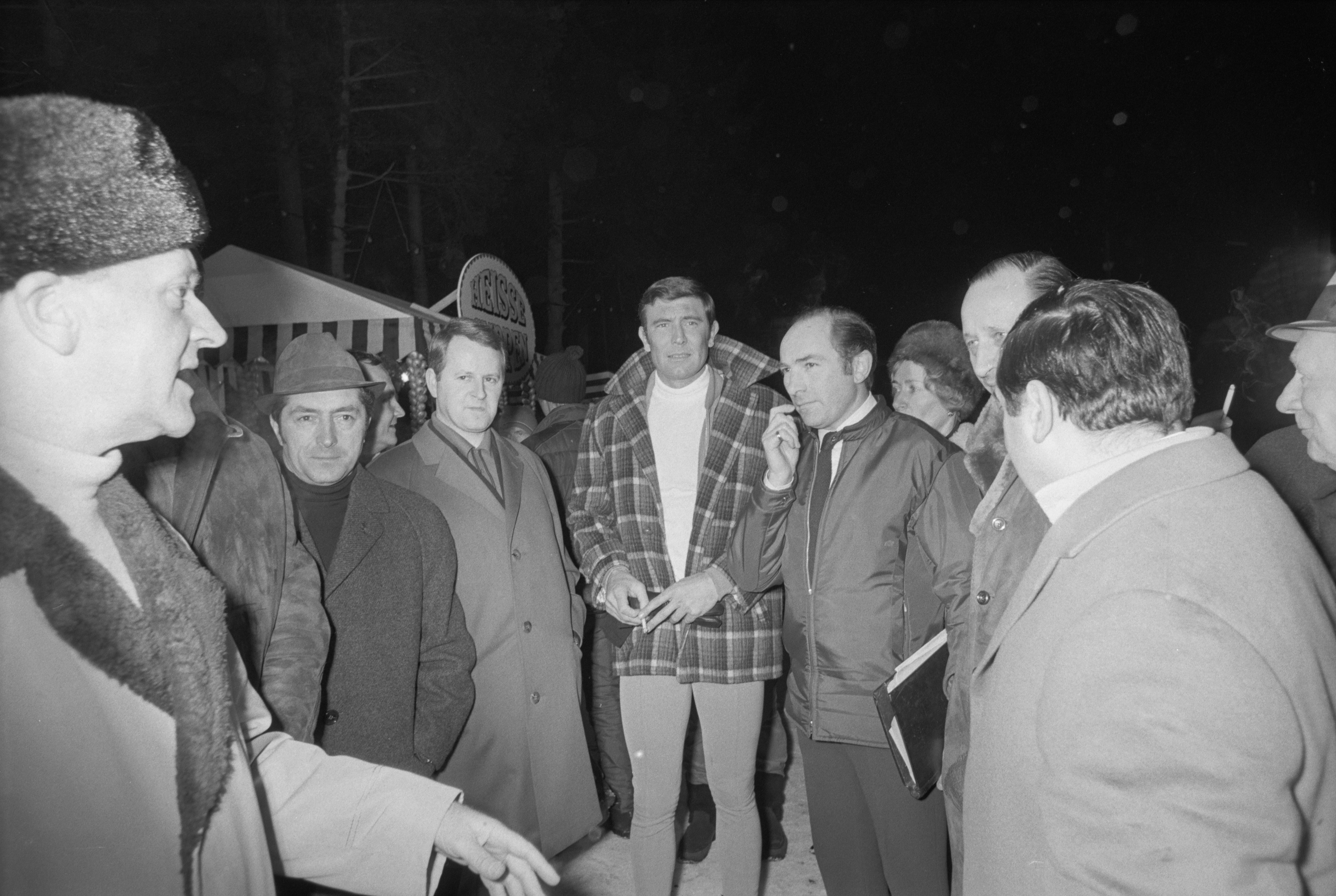
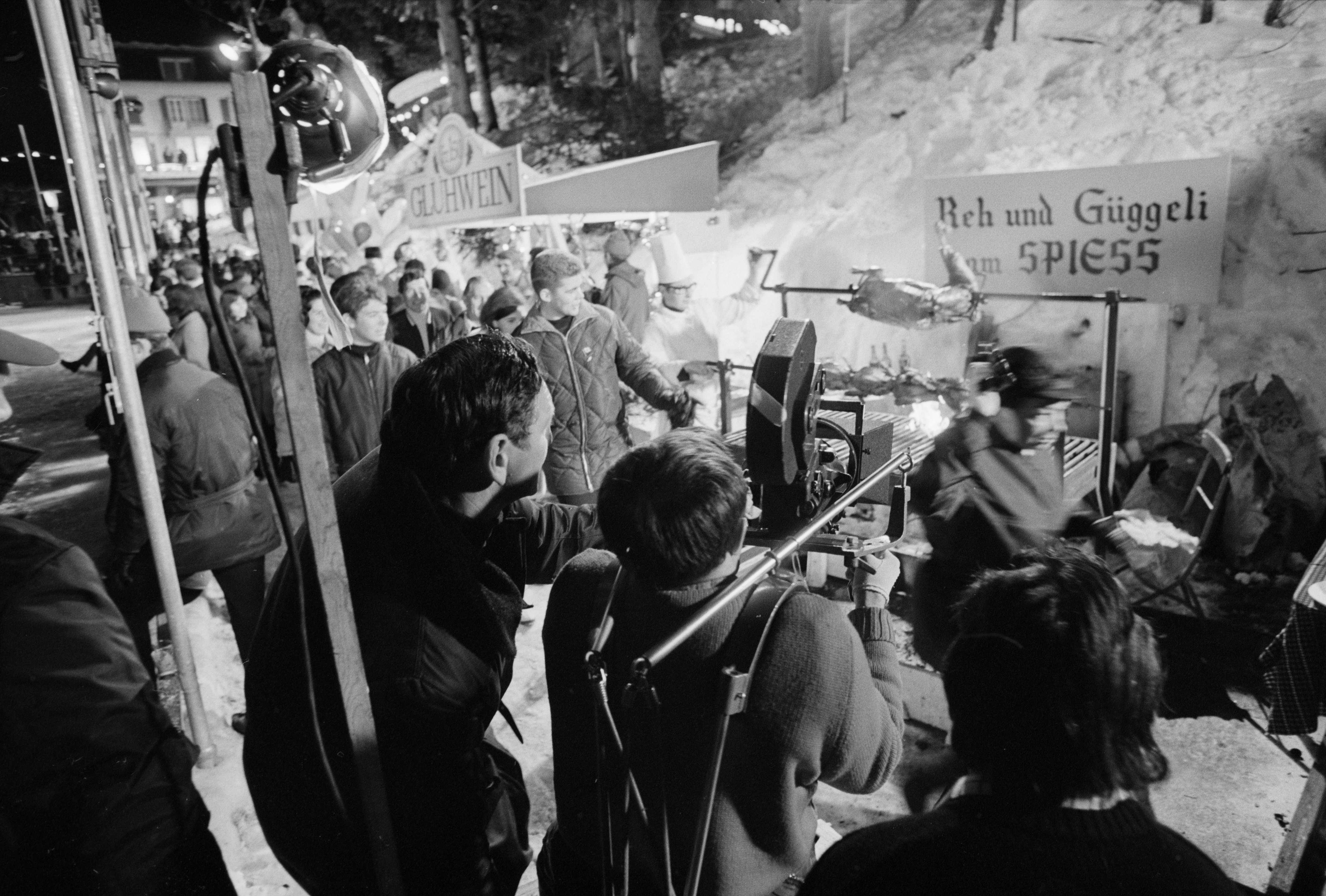
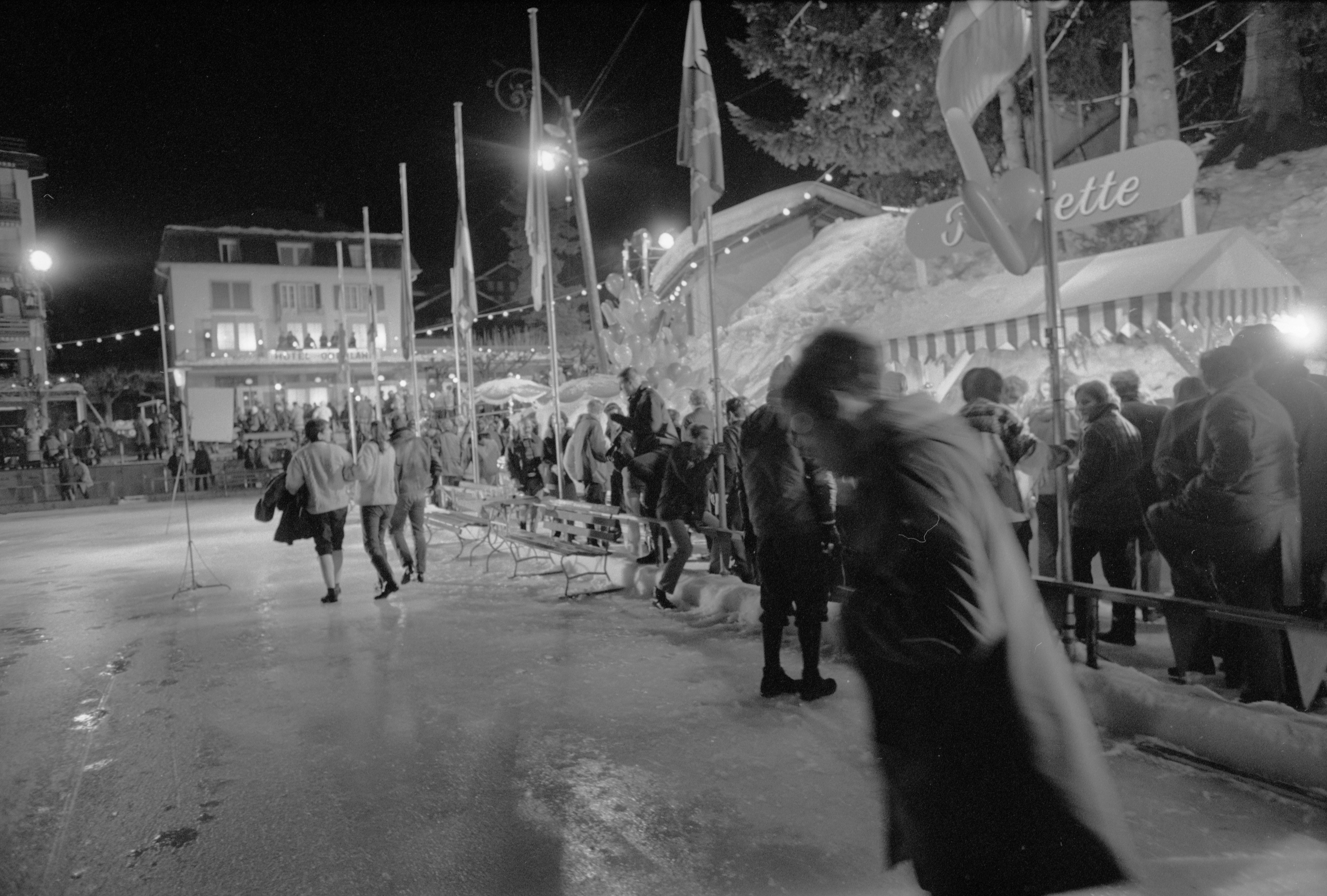
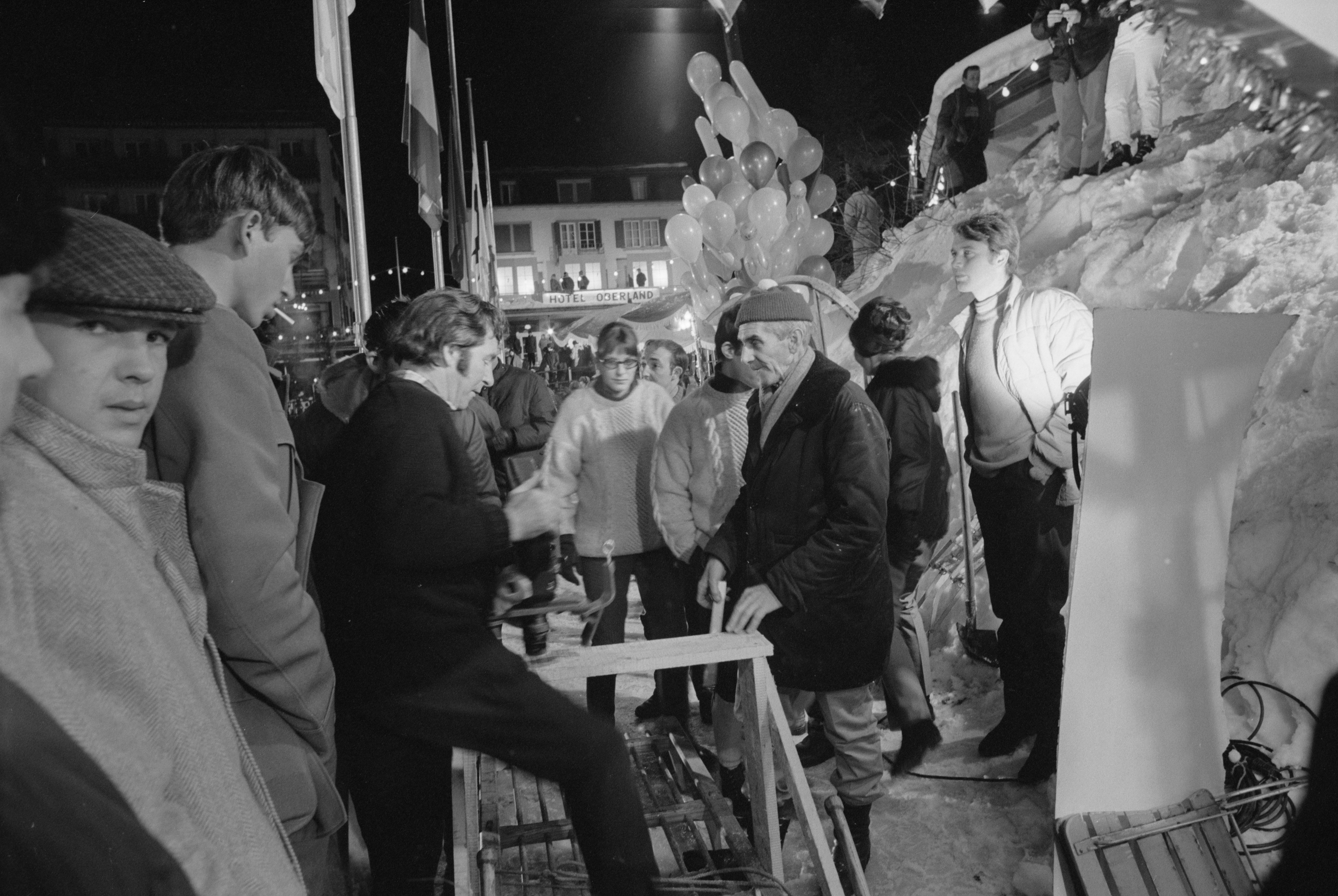

- La scène finale a été tournée dans la serra de l'Arrábida au sud de Lisbonne entre Setúbal et Sesimbra, non loin du lieu où les scènes du mariage de Bond et Tracy avaient été tournées.
- Les scénaristes avaient pensé faire figurer la séquence finale du film dans le pré-générique de l'épisode suivant. Mais l'annonce en cours de tournage par George Lazenby de son intention de ne pas prolonger son contrat (et donc la perspective de devoir changer d'acteur) les obligea à renoncer à cette idée.

Lieux de tournage
- Angleterre
  - Londres (Collège Héraldique)
  - Pinewood Studios
  - Marlow, Buckinghamshire
- Portugal
  - Lisbonne
  - Cascais
  - Plage de Guincho (en) : (007 sauve Tracy sur la plage)
  - Estoril : (scènes au Palácio Hotel et au casino)
  - Zambujal : (scènes où Draco donne sa petite fête et le mariage de James Bond et Tracy)
- Suisse
  - Berne : (scène extérieure des locaux où se trouve le bureau de Gumbold)
  - Oberland bernois
    - Schilthorn : (scènes de la clinique de Blofeld au Piz Gloria)
    - Lauterbrunnen : (scènes où James Bond arrive à la gare du village, la course de stock-car sur glace et celle de la cabine téléphonique)
    - Mürren : (scène de la poursuite en bobsleigh entre 007 et Blofeld)
    - Grindelwald, canton de Berne : (scènes du marché de Noël)

  - Saint-Moritz, canton des Grisons

### Doublage
Au chapitre des voix françaises, tout comme George Lazenby succède à Sean Connery, Jean-Claude Michel succède à Jean-Pierre Duclos. Jean-Claude Michel devient par la suite la voix attitrée de Sean Connery, mais il ne le double qu'une seule fois dans le rôle de Bond : dans Jamais plus jamais (1983).

### Bande originale
Bandes originales James Bond
On ne vit que deux fois
(1967) Les diamants sont éternels
(1971)
John Barry compose sa 5e bande originale d'un film de James Bond. Cette « B.O. » est notamment portée par la chanson We Have All the Time in the World, chantée par Louis Armstrong, composée par John Barry et écrite par Hal David. Cette chanson apparait dans les scènes romantiques entre James Bond et Tracy. Ce n'est qu'en 2021 dans Mourir peut attendre que la chanson sera utilisée en générique de fin d'un James Bond.
Une fois n'est pas coutume, ce n'est donc pas une chanson inédite qui est utilisée comme générique d'entrée. Dans ce film, John Barry a composé un thème instrumental intitulé On Her Majesty's Secret Service.
Au début du film, on peut entendre Savez-vous ce qu'il faut au sapin de Noël, interprétée par Isabelle Aubret et les Petits Chanteurs d'Asnières. C'est la version française de Do You Know How Christmas Trees Are Grown'. C'est la seconde fois de toute la série des James Bond qu'une chanson est traduite en français après Bob Asklöf et la chanson de Bons Baisers de Russie (1963).
Liste des titres
1. We Have All the Time in the World – Louis Armstrong
2. This Never Happened to the Other Feller
3. Try
4. Ski Chase
5. Do You Know How Christmas Trees Are Grown? – Nina (en)
6. On Her Majesty's Secret Service (Main Title)
7. Journey to Blofeld's Hideaway
8. We Have All the Time in the World (Instrumental)
9. Over and Out
10. Battle at Piz Gloria
11. We Have All the Time in the World/James Bond Theme
Titres bonus ajoutés pour la remasterisation en CD en 2003
12. Journey to Draco's Hideaway
13. Bond and Draco
14. Gumbold's Safe
15. Bond Settles In
16. Bond Meets the Girls
17. Dusk at Piz Gloria
18. Sir Hilary's Night Out (Who Will Buy My Yesterdays?)
19. Blofeld's Plot
20. Escape from Piz Gloria
21. Bobsled Chase

## Informations diverses concernant le film et son tournage
- Contrairement aux autres films, ce sixième James Bond a la particularité de refléter son époque, marquée notamment par la mode pop psychédélique à travers les tendances vestimentaires. Par ailleurs, c'est également le seul film où James Bond révise sa garde-robe en prenant une fausse identité (ici Sir Hilary Bray), se vêtant d'une redingote, coiffant un chapeau et portant des lunettes. Lors de la réception de bienvenue au Piz Gloria, il est également vêtu d'un kilt.
- Le réalisateur Peter Hunt avait monté tous les films de Bond précédents, mais il s'agissait de sa première réalisation. Le montage fut cette fois assuré par John Glen, qui allait plus tard diriger cinq films de Bond, de Rien que pour vos yeux (1981) à Permis de tuer (1989).
- Peter Hunt entama les préparatifs d’Au service secret de Sa Majesté après avoir été réalisateur de seconde équipe sur Chitty Chitty Bang Bang (1968), dont il fit venir avec lui le directeur de la photographie Michael Reed et le chef opérateur Alec Mills.
- Lorsque le Bond australien George Lazenby se fait passer pour Sir Hilary Bray, sa voix est doublée en version originale par George Baker, l'acteur qui joue le véritable Sir Hilary dans le film.
- Un lanceur de couteaux fut engagé pour la scène dans laquelle James Bond fit irruption dans le bureau de Marc-Ange Draco, mais il ne cessait de manquer sa cible. Le responsable des effets spéciaux John Stears prit les choses en main et tapa dans le mille du premier coup !
- L’assassinat de Tracy fut tourné en deux prises seulement. À la première, Lazenby avait fondu en larmes. Le réalisateur Peter Hunt insista pour tourner à nouveau la scène, déclarant : « James Bond ne pleure pas. »
- George Lazenby se cassa le bras au ski en cours de tournage. Lorsqu'il visite le laboratoire de Blofeld, un manteau posé sur son bras dissimule le plâtre.
- Les « Anges de la Mort » de Blofeld adoptèrent un passe-temps original lors de leur séjour à Piz Gloria : sur une suggestion de l'actrice Joanna Lumley, les jeunes femmes se mirent au crochet.
- L'équipe masculine pratiqua un hobby plus coûteux, le poker. Savalas, joueur expérimenté, rafla la majeure partie du cachet en espèces perçu quotidiennement par Lazenby. Le producteur Harry Saltzman parvint à regagner l'argent pour le compte de Lazenby, à qui il conseilla d'abandonner définitivement les cartes.
- Pour les plans rapprochés de Diana Rigg en train de skier, l'actrice s’agenouillait sur une luge en bois tirée par un skieur professionnel.
- Des blocs de glace furent acheminés de Berne (soit sur plus de 70 km) afin de dresser les parois de la piste de bob de Mürren. Cette piste de plus de 3 km, fermée de longue date à la suite d'accidents mortels, fut reconstruite pour le film.
- Le violet est une couleur récurrente dans le film. On pourrait croire que cette couleur, associée à la royauté, fut utilisée pour traduire le caractère majestueux de Bond, alors qu’en fait, de l'aveu du chef décorateur Syd Cain (en), il s'agissait tout simplement de la couleur préférée de ce dernier !
- La photo de la mère de Tracy dans le bureau de Draco est en fait celle de la propre mère de l'actrice Diana Rigg.
- Pour la première fois dans un film de Bond, nous avons l'occasion de pénétrer au domicile de « M ». Dans le film, cette résidence est baptisée Quarterdeck, mais en réalité il s'agit de Thames Lawn à Marlow dans le Buckinghamshire.
- Il s'agit du premier film de James Bond à recourir au flashback : par la fenêtre du bureau de « M », Bond « voit » Tracy sans connaissance extirpée de la neige par les hommes de Blofeld.
- Le réalisateur fait une apparition (caméo) dans le film : dans la première scène, il s'agit du passant dont le reflet se voit sur la plaque de cuivre poli de la firme Universal Exports.
- C'est le seul film James Bond où il y a des extraits des 5 premiers films de la franchise dans le générique d'introduction.
- A la fin du prologue, James Bond fait penser qu'il y aurait plusieurs James Bond en disant:" Ça, ce n’est jamais arrivé à l’autre" [24].
- Il y a une incohérence dans le film : Bond et Blofeld se rencontrent à Piz Gloria sans se reconnaître, en contradiction avec le film précédent On ne vit que deux fois où sous les traits de Sean Connery et Donald Pleasence, les personnages faisaient connaissance dans le volcan du Spectre au Japon.

### Accueil critique
Le film est considéré par certains critiques comme l'un des meilleurs de la saga, si ce n'est le meilleur.

## Distinction
Golden Globes 1970 : nomination à celui de la révélation masculine de l'année pour George Lazenby.